# Гранчак Денис Васильович
Дени́с Васи́льович Гранча́к (нар. 26 січня 1977, Бердичів, СРСР) — український актор театру і кіно.

## Життєпис
Денис Гранчак народився у Бердичеві, що на Житомирщині. Зніматися в кіно почав у 2001 році, зігравши дебютну роль в українсько-російському серіалі «Слід перевертня». У 2003 році закінчив Київський державний інститут театрального мистецтва імені І. К. Карпенка-Карого (майстерня Миколи Рушковського). Вперше привернув увагу в 2006 році завдяки головній ролі у 3-серійному фільмі «А життя продовжується».
Входить до акторського складу Київського театру юного глядача на Липках. Брав участь у виставах «Лускунчик», «Пригоди Тома Соєра», «Лис Микита», «Лісова пісня», «Кицин дім» та багатьох інших.
Має перший розряд з боксу і з плавання. Захоплюється футболом, танцями, грою на гітарі, фехтуванням та мішаними бойовими мистецтвами.
У 2014–2015 роках брав участь у зйомках серіалу «Гвардія», де зіграв роль слюсаря з Запоріжжя на псевдо «Сотник». Сам актор про героїв серіалу сказав таке:
|  | Я сам зустрічав на Майдані таких людей. Це невигадана історія. Ці люди борються не за тих, хто керує країною, не за тих, хто вважає себе господарями життя, а за зміни. Можна вважати це романтикою. Але розум завжди «в дурнях» у серця. Серце не надуриш. Воно завжди каже правду. Оригінальний текст (рос.) Я сам встречал на Майдане таких людей. Это невыдуманная история. Эти люди борются не за тех, кто управляет страной, не за тех, кто считает себя хозяевами жизни, а за перемены. Можно считать это романтикой. Но разум всегда «в дураках» у сердца. Сердце не обманешь. Оно всегда говорит правду. |

## Фільмографія
| Рік       |    | Українська назва                  | Оригінальна назва                  | Роль                  |
| --------- | -- | --------------------------------- | ---------------------------------- | --------------------- |
| 2001      | с  | Слід перевертня                   | След оборотня                      | Книш в молодості      |
| 2004      | с  | Російські ліки                    | Русское лекарство                  | епізод                |
| 2005      | с  | Повернення Мухтара-2              | Возвращение Мухтара-2              | Сергій                |
| 2006      | ф  | А життя продовжується             | А жизнь продолжается               | Семен Дахно           |
| 2006      | с  | Дев'ять життів Нестора Махна      | Девять жизней Нестора Махно        | крадій-рецидивіст     |
| 2008      | ф  | Карасі                            | Караси                             | Денис                 |
| 2008      | ф  | Альпініст                         | Альпинист                          | Льоха                 |
| 2008      | с  | Сила тяжіння                      | Сила притяжения                    | Лев Хоменко           |
| 2008      | ф  | Хороші хлопці                     | Хорошие парни                      | Толян                 |
| 2009      | ф  | 1941                              | 1941                               | німець                |
| 2009      | ф  | Правила угону                     | Правила угона                      | Рижий                 |
| 2010      | с  | Брат за брата                     | Брат за брата                      | Андрій Свєтлов        |
| 2010      | с  | Тільки кохання                    | Только любовь                      | Гена                  |
| 2010      | кф | Ялта — місто щастя                | Ялта — город счастья               | Сергій-брат           |
| 2012      | с  | Жіночий лікар                     | Женский доктор                     | Тимур Смирнов         |
| 2012      | с  | Приватне життя слідчого Савельєва | Личная жизнь следователя Савельева | інструктор з дайвінгу |
| 2013      | с  | Менти. Таємниці великого міста    | Менты. Тайны большого города       | Леонід Метелиця       |
| 2013—2014 | с  | Сашка                             | Сашка                              | Юра                   |
| 2014      | с  | Пляж                              | Пляж                               | епізод                |
| 2015      | с  | Гвардія                           | Гвардія                            | Сотник (Андрій)       |
| 2015      | с  | Останній яничар                   | Последний янычар                   | Мирон                 |
| 2019      | с  | В полоні у перевертня             |                                    | Стас "Ворон"          |